# Ronco sopra Ascona
Ronco sopra Ascona est une commune suisse du canton du Tessin, située dans le district de Locarno au bord du lac Majeur.

Photo aérienne (1946)

## Personnalités liées à la commune
- Paulette Goddard et Erich Maria Remarque ont vécu dans cette commune où Remarque avait acheté une villa en 1931 après le succès, mais aussi le scandale et l'interdiction en Allemagne, une semaine après sa sortie, du film tiré de son livre À l'Ouest rien de nouveau. Il est revenu y habiter, après la guerre et son exil aux États-Unis, avec l'actrice Paulette Godard qu'il avait épousée en 1958. L'écrivain y est inhumé et l'actrice s'y est éteinte le 23 avril 1990.
- Manfred Henninger (de) (peintre allemand et réfugié politique anti-nazi) a vécu « au molino di Brumo » de 1936 a 1945.